# Иван Георгиев (лекар)
Вижте пояснителната страница за други личности с името Иван Георгиев.
Иван Емилов Георгиев е български лекар и политик. Председател на Българската национално-радикална партия (БНРП) от нейното създаване през 1990 г., до нейното закриване през 2012 г. Автор е на 18 научни публикации.

## Биография
Иван Георгиев е роден на 21 октомври 1941 г. в София, Царство България. Син е на известния български литературовед академик Емил Георгиев.
Още като ученик, на 1 септември 1955 г. основава нелегалната при комунистическия режим – Българска национална партия (БНП). Участва във формирането на структурите на БНП и е ръководител на нейната младежка организация. Целта на партията е да организира военен преврат и да освободи България от комунизма. След разкриването на партията през 1957 г. е осъден от комунистическата власт на 5 години затвор, от които излежава 3 години.
Образованието си завършва като частен ученик. След обявена през 1962 г. амнистия успява да запише и следва медицина, като по-късно специализира по 2 специалности – „Вътрешни болести“ и „Гастроентерология“. От 1974 г. работи в Медицинския университет в София.
Многократно е задържан от органите на „Държавна сигурност“. След политическия преврат от 1989 г. основава Българската национално-радикална партия (БНРП), която се счита за правоприемник и продължител на основаната през 1955 г. БНП.
Умира на 15 март 2012 г. в град София, България. Погребан е в Централните Софийски гробища в кв. „Орландовци“.